# Khánh Hưng, Tây Ninh
Khánh Hưng là một xã thuộc tỉnh Tây Ninh, Việt Nam.

## Địa lý
Xã Khánh Hưng có vị trí địa lý:
- Phía đông giáp xã Tuyên Bình.
- Phía tây giáp xã Hưng Điền.
- Phía nam giáp xã Vĩnh Hưng.
- Phía bắc giáp Vương quốc Campuchia.

Xã Khánh Hưng có diện tích tự nhiên là 145,09 km², quy mô dân số năm 2025 là 20.347 người.

## Lịch sử
Ngày 23 tháng 11 năm 1991, Chính phủ ban hành Quyết định số 607/TCCP về việc thành lập xã Khánh Hưng trên cơ sở 5.178 ha diện tích tự nhiên và 2.090 nhân khẩu của xã Hưng Điền A.

### Năm 2025
- Ngày 12 tháng 6 năm 2025, Quốc hội khóa XV ban hành Nghị quyết số 202/2025/QH15 về việc sắp xếp đơn vị hành chính cấp tỉnh[6]. Theo đó, sắp xếp toàn bộ diện tích tự nhiên, quy mô dân số của tỉnh Long An và tỉnh Tây Ninh thành tỉnh mới có tên gọi là tỉnh Tây Ninh.

- Ngày 16 tháng 6 năm 2025, Ủy ban Thường vụ Quốc hội khóa XV ban hành Nghị quyết số 1682/NQ-UBTVQH15 về việc sắp xếp các đơn vị hành chính cấp xã của tỉnh Tây Ninh năm 2025[7]. Theo đó, sắp xếp toàn bộ diện tích tự nhiên, quy mô dân số của xã Hưng Điền A, phần còn lại của xã Thái Bình Trung sau khi sắp xếp theo quy định tại khoản 5 và khoản 6 Điều này và phần còn lại của các xã Vĩnh Trị, Thái Trị, Khánh Hưng [huyện Vĩnh Hưng] sau khi sắp xếp theo quy định tại khoản 6 Điều này thành xã mới có tên gọi là xã Khánh Hưng.

## Hành chính
Xã Khánh Hưng được chia thành 5 ấp: Bàu Sen, Cả Trốt, Gò Châu Mai, Sậy Giăng, Tà Nu.